# Trochoideus americanus
Trochoideus americanus là một loài bọ cánh cứng trong họ Endomychidae. Loài này được Buquet miêu tả khoa học năm 1840.